# Хоуп, Линтон
Линтон Хоуп (англ. Linton Hope) — британский яхтсмен, двукратный чемпион летних Олимпийских игр 1900.
На Играх на яхте Scotia соревновался в классе яхт водоизмещением 0,5—1 тонны и в свободном классе. Обе эти гонки его команда выиграла, и Хоуп стал двукратным чемпионом Игр.